# Sentenced
Sentenced — финская англоязычная метал-группа, сменившая с момента основания в 1989 году до момента распада в 2005 несколько различных метал-стилей, однако при этом претерпевшая сравнительно мало изменений в своём составе. Название группы можно перевести с английского как «обречённые», «приговорённые».

## История
Коллектив был основан в городке Оулу (Oulu) гитаристами Миика Тенкула (Miika Tenkula) и Сами Лопакка (Sami Lopakka) и ударником Веса Ранта (Vesa Ranta). Все три этих члена группы оставались в её составе от начала до самого конца. Чуть позже к ним примкнул троюродный брат Миика Тенкула — басист и вокалист Танели Ярва (Taneli Jarva), явившийся также автором «фирменного» логотипа Sentenced, который был пронесён практически через всю историю группы.
Ранние записи Sentenced: демозапись When Death Joins Us… (1990), альбомы Shadows of the Past (1991) и North from Here (1993), а также сингл «The Trooper» (1993) — были исполнены в стиле экстремального дэт-метала. Но музыка Sentenced стала постепенно «облегчаться», и уже в 1995 году были выпущены два диска в стиле мелодичный дэт-метал: мини-альбом Love & Death и альбом Amok. После записи этих альбомов группу покинул Танели Ярва. Впоследствии он создал собственную группу The Black League.
Начиная с альбома Down, выпущенного в 1996 году, начинается новая страница в истории группы. В её составе появляется новый вокалист Вилле Лайхиала (Ville Laihiala), обладающий менее агрессивной манерой пения. За неимением басиста, партии баса на этом альбоме были исполнены гитаристами Тенкулой и Лопаккой.
В 1997 году выпускается сборник как ранних, так и недавних песен Sentenced: Story: a Recollection. Диск также включает в себя не издававшуюся композицию «No Tomorrow». Стиль группы продолжает своё «облегчение». Некоторые музыкальные критики «по инерции» продолжают именовать Sentenced дэт-металической группой, но становится очевидным «сдвиг» музыки в сторону готического метала.
В 1998 году выходит альбом Frozen, считающийся одним из лучших и классических работ коллектива. В записи диска уже принимает участие новый басист группы — Сами Куккохови (Sami Kukkohovi).
Развитие стилю, заложенному дисками Down и Frozen, дают альбомы Crimson (2000) и The Cold White Light (2002). В записях 2002 года появляется довольно много клавишных звуков, ранее не свойственных звучанию группы.
В 2005 году издаётся новый альбом группы. Но группа объявляет, что диск будет последним в истории коллектива и после него Sentenced прекращает своё существование навсегда. Альбом получает соответствующее этой ситуации название: The Funeral Album (Похоронный альбом).
В этом же году альбом The Funeral Album получил статус золотого, с чем музыканты и были поздравлены во время последнего турне.
Sentenced отправляется в «Похоронное турне» (Funeral Tour) по всему миру. На протяжении всего тура музыканты в начале концерта выносили на сцену гроб и играли вокруг него (а также иногда предлагали поклонникам «послушать следующую песню изнутри гроба»). Этот же гроб был использован в съёмках последнего клипа Sentenced — «Ever-frost».
Заключительный концерт группы состоялся 1 октября 2005 года в клубе Teatria их родного города Оулу. Концерт был обставлен как грандиозное шоу. В нём также принимал участие бывший басист и вокалист группы — Танели Ярва, который исполнил (в качестве вокалиста) 5 песен, в том числе и дэт-металическую «Nothern Lights», напомнив поклонникам о раннем этапе творчества Sentenced.
Концерт был издан в 2006 году на DVD под названием Buried Alive («Погребённый заживо») на Century Media Records. Данный диск включал в себя все клипы, дискографию группы, видеофрагменты, посвящённые её концертной деятельности, интервью с музыкантами, а также последний видеоклип группы и материалы о его съёмке. Данный DVD диск получил в Финляндии статус платинового, что значит, что было продано более двадцати тысяч его копий.
Ключевые роли в творчестве Sentenced (особенно более позднего периода) играют темы страдания, любви и смерти. Исключение составляет, пожалуй, только песня «Routasydan», посвящённая хоккейной команде их родного города (с другой стороны, это песня о любви к хоккею). В музыке используется сравнительно мало клавишных звуков, предпочтение отдаётся мощному гитарному звуку с техничными соло, что положительно выделяет коллектив на фоне других «готических» групп.
Sentenced официально прекратили своё существование после прощального концерта 1 октября 2005 года.
19 февраля 2009 года в возрасте 34 лет ушёл из жизни Миика Тенкула, один из лидеров группы. Официальная причина его смерти — сердечный приступ. Миика Тенкула похоронен на кладбище «Kirkkosaari» в его родном городе Мухос (Финляндия).

## Дискография

### Альбомы
- Shadows of the Past (1991)
- North From Here (1993)
- Love & Death (1995)
- Amok (1995)
- Down (1996)
- Frozen (1998)
- Crimson (2000)
- The Cold White Light (2002)
- The Funeral Album (2005)

Также в 2006 году, после распада группы, был выпущен DVD Buried Alive.

### Синглы
- «The Trooper» (1993)
- «Killing Me Killing You» (1999)
- «Ever Frost» (2005)
- «No One There» (2002)
- «Frozen» (Gold Edition Bonus) (1998)

### Сборники
- Story: A ReCollection (1997)
- Manifesto Of Sentenced (2009)

## Состав
- Вилле Лайхиала (Ville Laihiala) — вокал
- Миика Тенкула (Miika Tenkula) — гитара
- Сами Лопакка (Sami Lopakka) — гитара
- Веса Ранта (Vesa Ranta) — барабаны
- Сами Куккохови (Sami Kukkohovi) — бас

## Бывшие участники
- Танели Ярва (Taneli Jarva) — вокал, бас